# (6140) Kubokawa
(6140) Kubokawa est un astéroïde de la ceinture principale.

## Description
(6140) Kubokawa est un astéroïde de la ceinture principale. Il fut découvert le 6 janvier 1992 à Kitami par Kin Endate et Kazuro Watanabe. Il présente une orbite caractérisée par un demi-grand axe de 2,33 UA, une excentricité de 0,14 et une inclinaison de 5,6° par rapport à l'écliptique.

## Compléments